# 라임티타니아계
라임티타니아계(lime titanium type)는 슬랙 생성계인 산화티탄(TiO₂)을 주성분으로(30%이상)하며, 일반적으로 두꺼운 피복을 한 것이다.